# Hamlet (2000)
Hamlet ist ein US-amerikanisches Filmdrama von Michael Almereyda aus dem Jahr 2000. Das Drehbuch von Michael Almereyda beruht auf dem Theaterstück Hamlet von William Shakespeare.

## Handlung
Die Handlung ist identisch mit Shakespeares Tragödie, der Text folgt wörtlich der klassischen Vorlage. Jedoch ist die Handlung ins New York City der Gegenwart verlegt.
Claudius, der Onkel des Filmstudenten Hamlet, erbt das Unternehmen Denmark Corporation, nachdem er Hamlets Vater tötet. Der neue Chef heiratet die Witwe seines Bruders Gertrude und saniert das Unternehmen.
Der Geist des Ermordeten erscheint Hamlet und fordert ihn auf, seinen Tod zu rächen. Claudius erkennt die Gefahr und organisiert Intrigen gegen seinen Neffen, in die er unter anderem dessen Freundin Ophelia verwickelt.
Shakespeares „altertümliche“ Sprache (weitgehend in Versform) wirkt in dem modernen Ambiente wie ein Verfremdungseffekt.

## Kritiken
Mick LaSalle bezeichnete den Film in der San Francisco Chronicle vom 19. Mai 2000 als ein nobles, aber gescheitertes Experiment. Die Darstellung von Ethan Hawke sei nicht nur „desaströs“, sie sei ein „Desaster der schlimmsten Art“ („the worst kind of disaster“).
Das Lexikon des internationalen Films schrieb, der Film ahme Baz Luhrmanns William Shakespeares Romeo + Julia von 1996 nach. Er verwende Popmusik und ähnele stilistisch einem Videoclip. Der Film sei „kurzweilig“, dennoch „eher auf effektvolle Augenblickswirkung hin kalkuliert“.

## Auszeichnungen
Michael Almereyda wurde im Jahr 2000 für den Goldenen Leoparden des Internationalen Filmfestivals von Locarno nominiert. John de Borman wurde 2001 für den Independent Spirit Award nominiert.

## Hintergrund
Der Film wurde an Schauplätzen in New York City gedreht, darunter im Guggenheim-Museum. Er hatte seine Weltpremiere am 24. Januar 2000 auf dem Sundance Film Festival. Der Film spielte bei Produktionskosten von schätzungsweise 2 Millionen US-Dollar in den Kinos der USA ca. 1,57 Millionen US-Dollar ein.

## Soundtrack
Entgegen der weit verbreiteten Behauptung, der Titel Disappear vom Album Six Degrees of inner Turbulence der US-amerikanischen Progressive-Metal-Band Dream Theater wäre das Titellied des zwei Jahre zuvor erschienenen Films, findet sich dieser Track weder im Film selbst noch in den Credits. Auch ein angeblich von Michael Bahr produzierter Videoclip entpuppt sich als bloßer Zusammenschnitt von Filmsequenzen und Szenen der Live-DVD Live Scenes from New York.